# Флаг Большеверейского сельского поселения
Флаг муниципального образования Большеверейское сельское поселение Рамонского муниципального района Воронежской области Российской Федерации — опознавательно-правовой знак, служащий официальным символом.
Утверждён 19 апреля 2012 года решением Совета народных депутатов Большеверейского сельского поселения №82 и 2 июля 2012 года внесён в Государственный геральдический регистр Российской Федерации с присвоением регистрационного номера 7779.
Отражает исторические, культурные, общественные, национальные и другие местные традиции.

## Описание
Прямоугольное двухстороннее полотнище с отношением ширины к длине 2:3, вертикально разделённое на две равные части голубого (у древка) и белого цвета. В середине каждой части — столб (верея), с навешенным дверным полотном, развёрнутым вовнутрь, в голубом — белый, в белом — голубой.

## Обоснование символики
Возникновение села Большие Верейки (административного центра одноименного сельского поселения) относится к 1674 году, когда к югу от города Землянска возникло селение, названое по имени протекающей здесь реки — Верейки. Возникшее селение было большим по сравнению с другими поселениями и потому было названо Большая Верейка.
По одной из версий «вереёй» на Руси называли «столбы, на которые навешиваются полотенца ворот». Этот вариант толкования и взят за основу флага.
Символика вереи (столба) многозначна:
- Основа, опора и путь к небу
- Поддержка и помощь
- 2 столба символизируют человеколюбие, справедливость, постоянство и стойкость.
- Распахнутые ворота символизируют гостеприимство, доброжелательность и миролюбие.

Синий цвет (лазурь) символизируют реку Верейка, возвышенные устремления, искренность, преданность и возрождение.
Белый цвет (серебро) символизируют чистоту, открытость, божественную мудрость и примирение.